# Let’s Get It: Thug Motivation 101
Let’s Get It: Thug Motivation 101 (с англ. — «Давай сделаем это: Бандитская мотивация 101») — дебютный студийный альбом рэпера Young Jeezy, выпущенный 26 июля 2005 года звукозаписывающей компанией Def Jam. Данный альбом является дебютом для артиста в мейнстрим индустрии США. В записи пластинки приняли участие Mannie Fresh, Akon, Jay-Z, Young Buck, T.I., Lil Scrappy и другие. Видеоклипы, снятые из этого альбома, регулярно транслировались на телеканалах BET, VH1 и MTV. Имеет мультиплатиновый сертификат RIAA.

## Коммерческий успех
После первой недели продаж альбом дебютировал на строчке № 2 в чарте Billboard 200, продав более 172 000 экземпляров. 29 сентября 2005 года альбом получил платиновый сертификат RIAA.
В 2009 году альбом получил второй платиновый сертификат RIAA, продав в общей сложности более 2 000 000 копий с момента выпуска альбома.

## Список композиций
| №                   | Название                                                                 | Автор(ы)                                                               | Продюсер              | Длительность |
| ------------------- | ------------------------------------------------------------------------ | ---------------------------------------------------------------------- | --------------------- | ------------ |
| 1.                  | «Thug Motivation 101»                                                    | Джей Дженкинс Деметриус Стюарт                                         | Shawty Redd           | 3:14         |
| 2.                  | «Standing Ovation»                                                       | Джей Дженкинс Кристофер Голсон                                         | Drumma Boy            | 4:14         |
| 3.                  | «Gangsta Music»                                                          | Джей Дженкинс Деметриус Стюарт                                         | Shawty Redd           | 4:02         |
| 4.                  | «Let's Get It / Sky's the Limit»                                         | Джей Дженкинс Трейси Севелл Джорджио Мородер                           | Midnight Black        | 3:42         |
| 5.                  | «And Then What» (при участии Mannie Fresh)                               | Джей Дженкинс Байрон Томас                                             | Mannie Fresh          | 4:05         |
| 6.                  | «Go Crazy» (при участии Jay-Z)                                           | Джей Дженкинс Дональд Кэннон Шон Картер Бенджамин Красс Кёртис Мейфилд | Don Cannon            | 3:21         |
| 7.                  | «Last of a Dying Breed» (при участии Trick Daddy, Young Buck и Lil Will) | Джей Дженкинс Кевин Кейтс Маркинариус Холмс Морис Янг Дэвид Браун      | Sanchez Holmes Khao   | 3:56         |
| 8.                  | «My Hood»                                                                | Джей Дженкинс Дарвин Куинн Клиффорд Харрис-мл. Лавелл Крамп            | Lil' C                | 4:00         |
| 9.                  | «Bottom of the Map»                                                      | Джей Дженкинс Деметриус Стюарт                                         | Shawty Redd           | 4:21         |
| 10.                 | «Get Ya Mind Right»                                                      | Джей Дженкинс Деметриус Стюарт                                         | Shawty Redd           | 3:41         |
| 11.                 | «Trap Star»                                                              | Джей Дженкинс Майкл Крумс                                              | Mr. Collipark         | 3:52         |
| 12.                 | «Bang» (при участии T.I. и Lil Scrappy)                                  | Джей Дженкинс Фалон Александер Клиффорд Харрис-мл. Дэррил Ричардсон    | Jazze Pha             | 4:28         |
| 13.                 | «Don't Get Caught»                                                       | Джей Дженкинс Эрик Отриз Кеннет Бартоломей Кевин Кроув                 | J.U.S.T.I.C.E. League | 4:17         |
| 14.                 | «Soul Survivor» (при уч. Akon)                                           | Джей Дженкинс Алиун Тиам                                               | Akon                  | 4:40         |
| 15.                 | «Trap or Die» (при участии Bun B)                                        | Джей Дженкинс Деметриус Стюарт Бернард Фримен                          | Shawty Redd           | 4:00         |
| 16.                 | «Tear It Up» (при участии Lloyd и Slick Pulla)                           | Джей Дженкинс Трейси Севелл Ллойд Полит-мл. Реналдо Уайтмен            | Midnight Black        | 4:29         |
| 17.                 | «That's How Ya Feel»                                                     | Джей Дженкинс Деметриус Стюарт                                         | Shawty Redd           | 4:03         |
| 18.                 | «Talk to 'Em»                                                            | Джей Дженкинс Чедрон Мур Фрэнки Беверли                                | Nitti                 | 4:23         |
| 19.                 | «Air Forces» (Бонус-трек)                                                | Джей Дженкинс Деметриус Стюарт                                         | Shawty Redd           | 4:01         |
| Общая длительность: | Общая длительность:                                                      | Общая длительность:                                                    | Общая длительность:   | 77:41        |

Использованные семплы
- «Let's Get It / Sky's the Limit»: Giorgio Moroder — «Scarface (Main Theme)».
- «Go Crazy»: Curtis Mayfield & The Impressions — «(Man, Oh Man) I Want to Go Back».
- «My Hood»: T.I. — «Rubberband Man».
- «Talk to 'Em»: Frankie Beverly & Maze — «I Need You».

## Видеоклипы
- 2004: «Trap or Die» (при участии Bun B)
- 2004: «Over Here/Air Forces» (при участии Bun B)
- 2005: «And Then What» (при участии Mannie Fresh)
- 2005: «Soul Survivor» (при участии Akon)
- 2006: «Trap Star/Go Crazy»
- 2006: «My Hood»

## Позиции в чартах
| Чарт                                  | Пиковая позиция |
| ------------------------------------- | --------------- |
| US Billboard 200                      | 2               |
| US Top R&B/Hip-Hop Albums (Billboard) | 1               |
| US Top Rap Albums (Billboard)         | 1               |